# نيكولاس غونزاليس (لاعب كرة قدم مواليد 1998)
نيكولاس غونزاليس (بالإسبانية: Nicolás González؛ مواليد 6 أبريل 1998) هو لاعب كرة قدم أرجنتيني يلعب كجناح لنادي يوفنتوس الإيطالي و‌المنتخب الأرجنتيني.

## روابط خارجية
- نيكولاس غونزاليس (لاعب كرة قدم مواليد 1998) على موقع الاتحاد الأوربي (الإنجليزية)
- نيكولاس غونزاليس (لاعب كرة قدم مواليد 1998) على موقع قاعدة بيانات كرة القدم.إي يو (الإنجليزية)
- نيكولاس غونزاليس (لاعب كرة قدم مواليد 1998) على موقع ليكيب (الفرنسية)
- نيكولاس غونزاليس (لاعب كرة قدم مواليد 1998) على موقع ناشيونال فوتبول تيمز (الإنجليزية)
- نيكولاس غونزاليس (لاعب كرة قدم مواليد 1998) على موقع Soccerbase.com (لاعب) (الإنجليزية)
- نيكولاس غونزاليس (لاعب كرة قدم مواليد 1998) على موقع Soccerway.com (الإنجليزية)
- نيكولاس غونزاليس (لاعب كرة قدم مواليد 1998) على موقع عالم كرة القدم.نت (الإنجليزية)
- نيكولاس غونزاليس (لاعب كرة قدم مواليد 1998) على موقع AS.com (الإسبانية)